# ジョン・ポーレット (初代ポーレット伯爵)

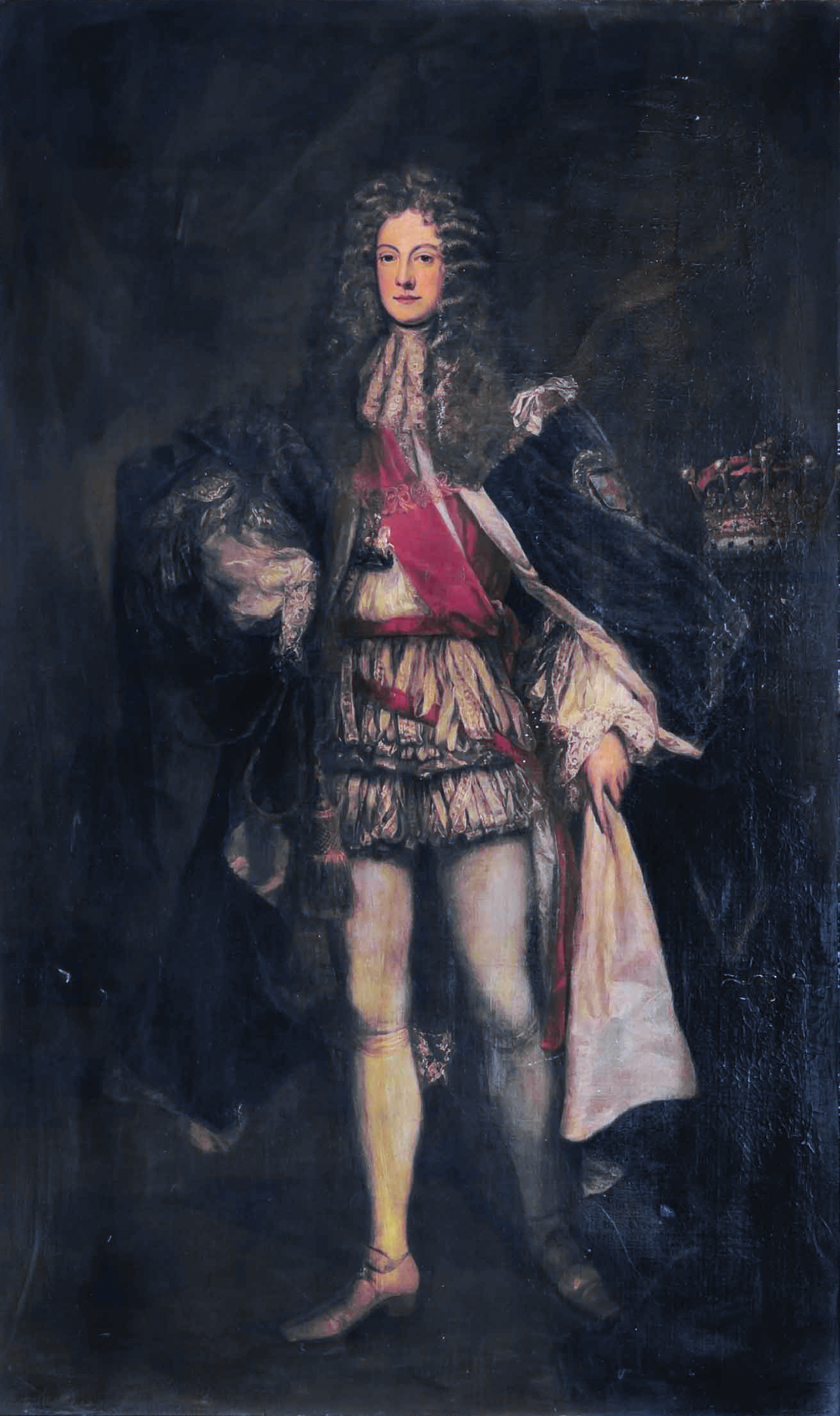
初代ポーレット伯爵ジョン・ポーレット

初代ポーレット伯爵ジョン・ポーレット（英語: John Poulett, 1st Earl Poulett KG PC FRS、1668年? – 1743年5月28日）は、イギリスの貴族、政治家。トーリー党に属し、アン女王の治世に大蔵卿（在任：1710年 – 1711年）、王室家政長官（在任：1712年 – 1714年）を歴任した。

## 生涯
第3代ポーレット男爵ジョン・ポーレットとスーザン・ハーバート（第5代ペンブルック伯爵フィリップ・ハーバートの娘）の息子として、1668年ごろに生まれた。1679年に父からポーレット男爵の爵位を継承したが、貴族院にはじめて登院したのは1696年11月24日のことであり、しかも登院しなければ収監するとの脅しがあってのことだった。
政治ではトーリー党の一員だったものの、あまり熱心ではなかったという。1702年にアン女王が即位すると、同年5月30日にデヴォン統監に、12月10日に枢密顧問官に任命された。1711年1月30日、デヴォン首席治安判事に任命された。1706年4月10日スコットランド王国との合同条約交渉におけるイングランド代表の1人に選出され、同年12月24日にイングランド貴族のポーレット伯爵とサマセット州におけるヒントン子爵に叙された。1710年8月8日から1711年5月30日まで大蔵卿を務めたが、名目上であり実際にはオックスフォード＝モーティマー伯爵が権力を握っていたとされる。ほかにも1711年6月12日から1714年8月まで王室家政長官を、1712年2月26日から1714年9月13日までサマセット首席治安判事を務め、1712年10月25日にガーター勲章を授与された。1714年にジョージ1世が即位すると全ての役職から解任された。
1706年4月3日と1713年1月29日の2度、王立協会フェローに選出された。芸術家トマス・ギブソンのパトロンであった。
議会で発言することは少なかったが、1711年1月にアルマンサの戦いへの調査を発議し、1712年5月に第2代オーモンド公爵を弁護、1716年4月に七年議会法案に反対、アタベリー陰謀事件をめぐり1723年5月にフランシス・アタベリーへの刑罰法案に反対するなど、一貫してトーリー党の立場をとった。しかし、長男ジョンが寝室侍従に任命されると与党側に転じ、1742年にはハノーファー軍の支出をイギリスが肩代わりする議案を支持した。1743年5月28日に死去、6月3日にヒントン・セント・ジョージに埋葬された。

## 家族
1702年4月23日、ブリジット・バーティー（Bridget Bertie、1682年以前 – 1748年3月23日、ペレグリン・バーティーの娘）と結婚、4男4女をもうけた。
- ジョン（1708年12月10日 – 1764年11月5日） - 第2代ポーレット伯爵[3]
- ペレグリン（1708年12月10日 – 1752年8月28日） - 庶民院議員、生涯未婚。兄ジョンとは双子の関係[6]
- ヴィアー（1710年5月18日 – 1788年4月14日） - 第3代ポーレット伯爵[7]
- アン（英語版）（1711年7月11日 – 1785年7月5日） - 庶民院議員、生涯未婚。なお、アン（Anne）は一般的には女性の名前であるが、この人物は男性である[8]
- ブリジット（1773年7月21日没） - 1724年5月21日、ポリクスフェン・バスタード（Pollexfen Bastard、1733年没）と結婚、子供あり[9]
- キャサリン（1758年8月16日没） - 1725年6月26日、ジョン・パーカー（John Parker）と結婚、子供あり[9]。初代ボリンドン男爵ジョン・パーカーの母[10]
- スザンナ（1788年没） - 生涯未婚[5]
- レベッカ（1765年没） - 生涯未婚[5]